# Heinrich Dusemer
Heinrich Dusemer, nemški vitez, * ?, † 1351.
Med letoma 1345 in 1351 je bil veliki mojster tevtonskega reda.
1. ↑  Record #137319037 // Gemeinsame Normdatei — 2012—2016.